# Cai Lậy (huyện)
Cai Lậy là một huyện cũ thuộc tỉnh Tiền Giang, Việt Nam.

## Địa lý
Huyện Cai Lậy nằm ở phía tây của tỉnh Tiền Giang, có vị trí địa lý:
- Phía đông giáp huyện Châu Thành, huyện Tân Phước và thị xã Cai Lậy
- Phía tây giáp huyện Cái Bè
- Phía nam giáp huyện Chợ Lách và huyện Châu Thành, tỉnh Bến Tre và huyện Long Hồ, tỉnh Vĩnh Long
- Phía bắc giáp huyện Tân Thạnh, tỉnh Long An.

Huyện có 150 tuyến kênh, rạch với tổng chiều dài 427 km.
Tại Cai Lậy đã tìm thấy các di chỉ vỏ sò và ốc biển được xác định hơn 4.500 năm.

## Hành chính
Huyện Cai Lậy có 16 đơn vị hành chính cấp xã trực thuộc, bao gồm thị trấn Bình Phú (huyện lỵ) và 15 xã: Cẩm Sơn, Hiệp Đức, Hội Xuân, Long Tiên, Long Trung, Mỹ Long, Mỹ Thành Bắc, Mỹ Thành Nam, Ngũ Hiệp, Phú An, Phú Cường, Phú Nhuận, Tam Bình, Tân Phong, Thạnh Lộc.

## Lịch sử